# Chaetocladius mongolveweus
Chaetocladius mongolveweus är en tvåvingeart som beskrevs av Sasa och Suzuki 1997. Chaetocladius mongolveweus ingår i släktet Chaetocladius och familjen fjädermyggor. Inga underarter finns listade i Catalogue of Life.